# Peleteria arctica
Peleteria arctica är en tvåvingeart som beskrevs av Malloch 1919. Peleteria arctica ingår i släktet Peleteria och familjen parasitflugor.
Artens utbredningsområde är Northwest Territories, Kanada. Inga underarter finns listade i Catalogue of Life.